# 菲力斯第一
菲力斯第一，俗稱FF，1993年於英國南部伯恩茅斯開設首間會所，隨後不斷擴充，現為全球最大由私人擁有的連鎖健身中心，迄今已有超過400間分店，遍佈15個國家，會員人數超過140萬。於英國本土，分店數目達160所，會員人數達405,000。

## 簡史
- 1993年，首間會所開設於英國小鎮伯恩茅斯。
- 1999年，進駐比利時。
- 2000年，進軍亞洲並進駐西班牙。
- 2001年，進入馬來西亞市場，開展法國、荷蘭及意大利業務。年內全球新增77間會所。
- 2002年，快速擴張，全年開設110間分店。

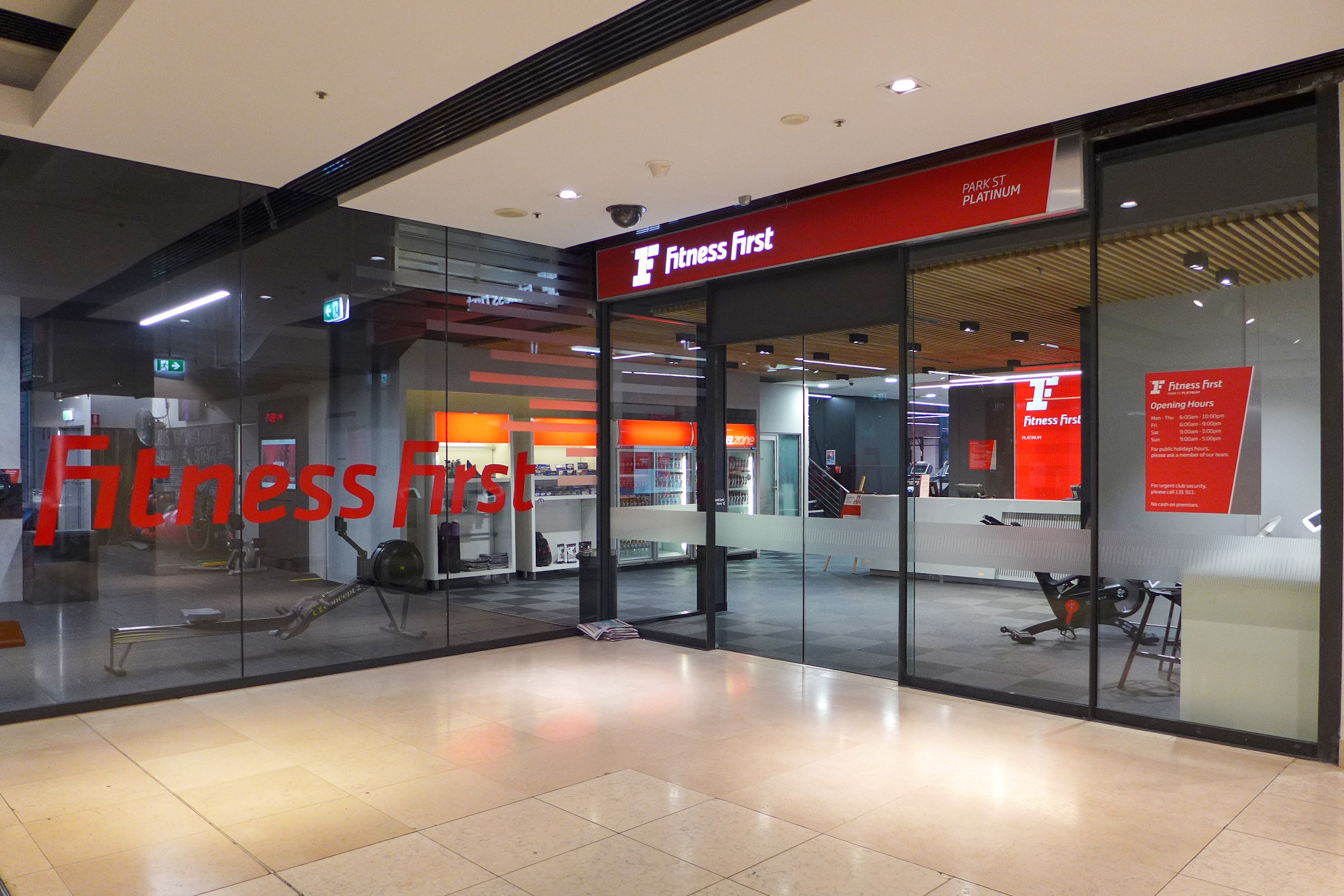
澳洲悉尼The Galeries分店

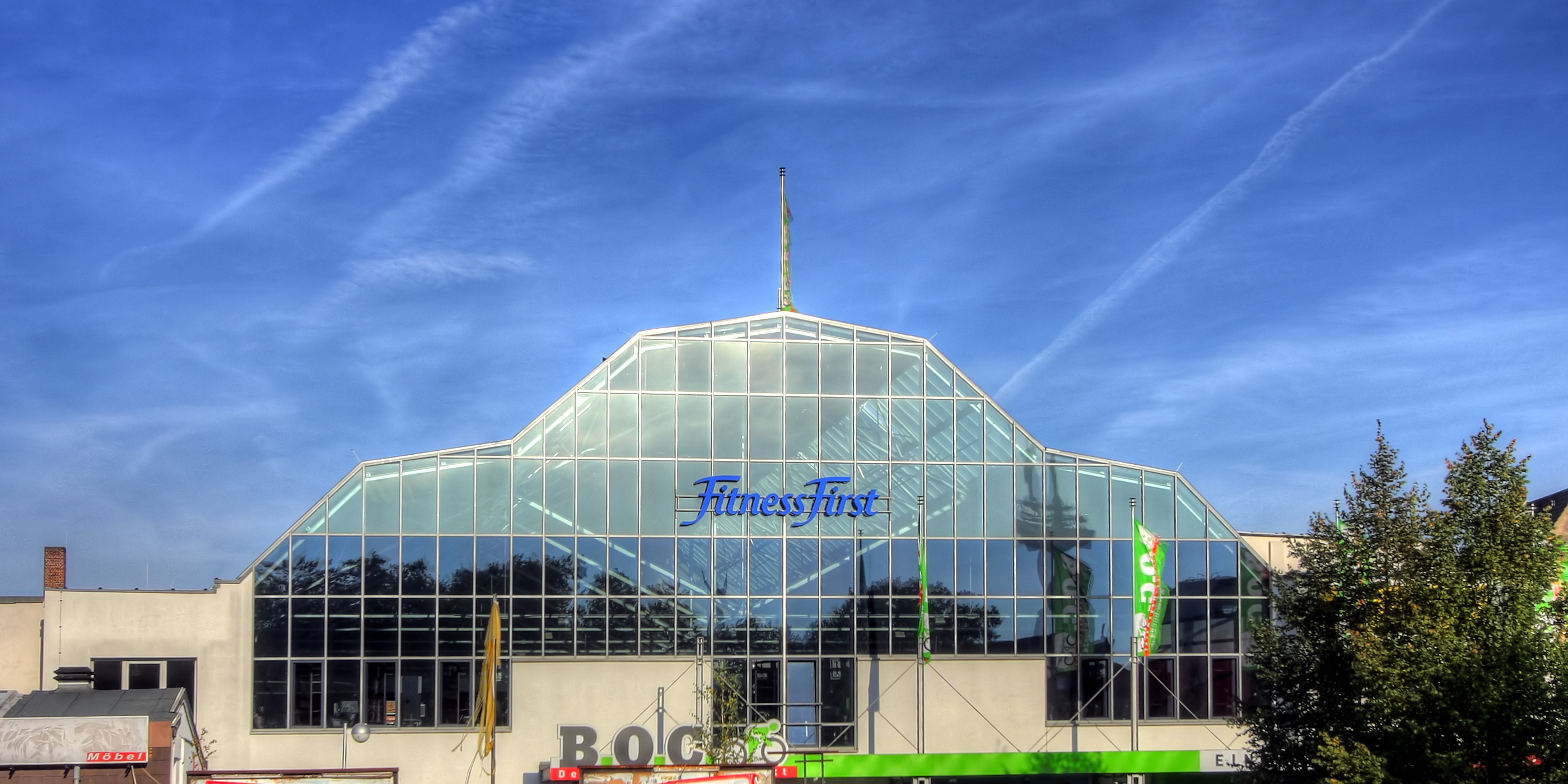
德國科隆分店

- 2003年，Cinven（英语：Cinven）基金用了5億歐元收購Fitness First，並將它從倫敦交易所的AIM版中除牌。
- 2005年，BC Partners私人股本基金從Cinven手中收購Fitness First，當時估值為10.2億歐元[6]。
- 2005-2006年，在澳洲從Living Well及Space Health手中收購了多間分店，當時一度備受澳洲競爭及消費委員會（英语：Australian Competition & Consumer Commission）關注[7][8]。
- 2008年，打入印度市場。
- 2010年，打算在亞洲上市，希望集資14.6億歐元[9]。
- 2014年，目標5年內在亞洲新增逾42間全新會所[10]，總投資超過8億港元[11]。
- 2022年3月14日，公司宣佈將結束香港區全線業務、不會再重開，所有員工的合約會於即日終止[12]。

## 各地業務

### 香港

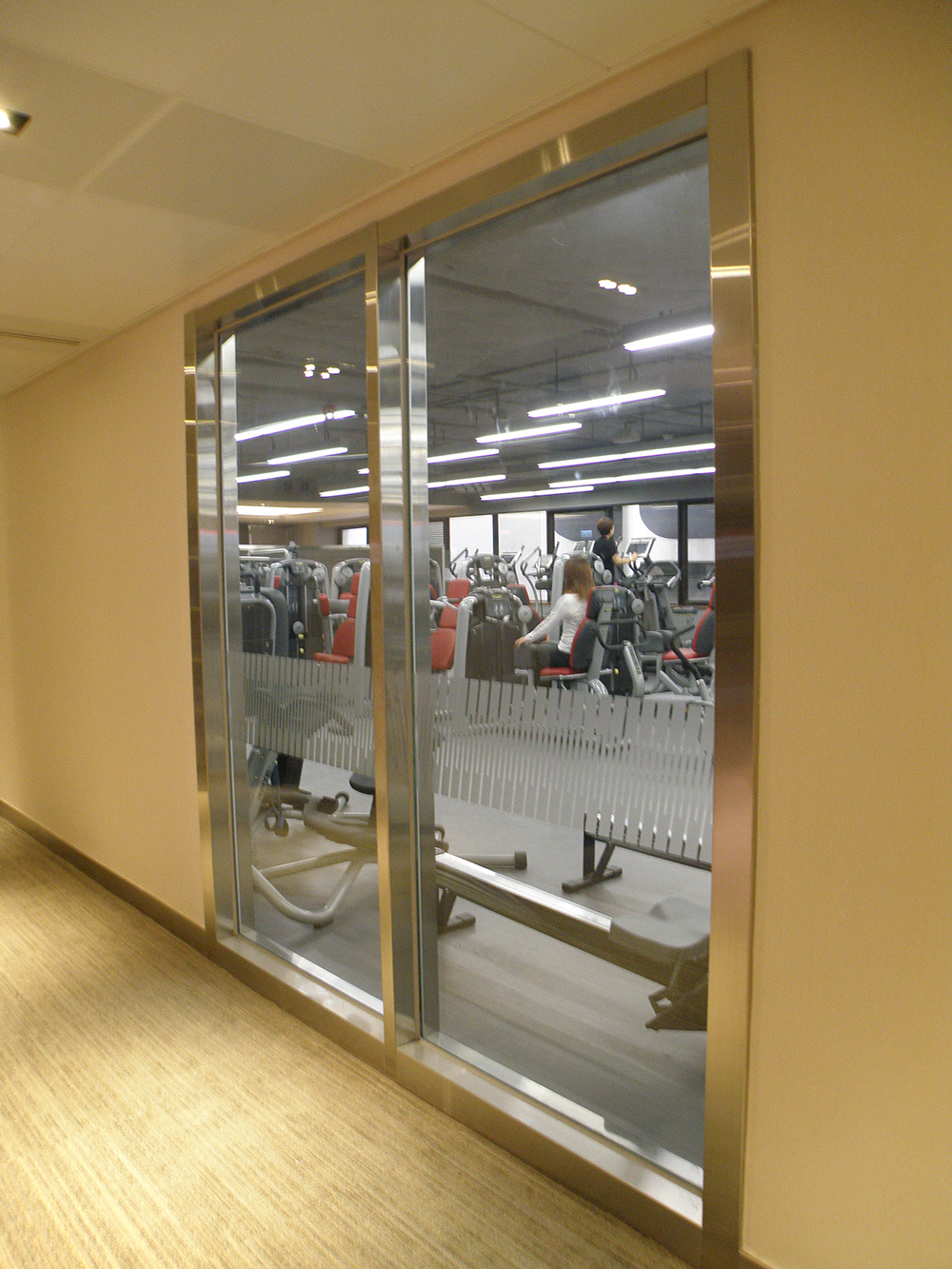
香港尖沙咀世界商業中心白金店

Fitness First於2002年進駐香港，為亞洲首間Fitness First，2014年會員人數超過2萬。撤出香港前共有8間分店，分店規模屬香港第七大，其中5間為白金會所（Platinum Club），分別位於灣仔合和中心、中環交易廣場、尖沙咀喜來登酒店、世界商業中心（2014年2月20日啟用）及上環南豐大廈；另有3間一般會所設於炮台山國都廣場、觀塘1亞太中心（2014年1月20日啟用）及北角僑輝大廈（2016年2月28日開幕），搬遷前在鰂魚涌電訊盈科中心（2004年－2015年8月31日）。亦曾於上環中遠大廈設一般分店，在2014年2月底關閉後，於2016年1月19日搬遷至南豐大廈並升級為白金會所。除搬遷分店外，Fitness First於2016年6月13日在銅鑼灣TOWER 535增設全新白金會所，惟已於2021年結業。只有交易廣場店設有桑拿及蒸氣浴室，世界商業中心則不設桑拿及蒸氣室，喜來登酒店會所只設桑拿室，其餘分店只有蒸氣浴室，浴巾、運動巾及運動衫褲可無限次借用，而一般會所更提供咖啡和茶免費任用，喜來登店則設有戶外暖水泳池及全港健身集團中獨有的按摩池。
到2022年3月17日，Fitness First在官方網站刊登清盤公告，表示即日起停止營運，會員可到另一連鎖健身中心Pure Fitness繼續會籍。消委會在一日內共接獲12宗有關公司結業的投訴，涉款達122,578元。

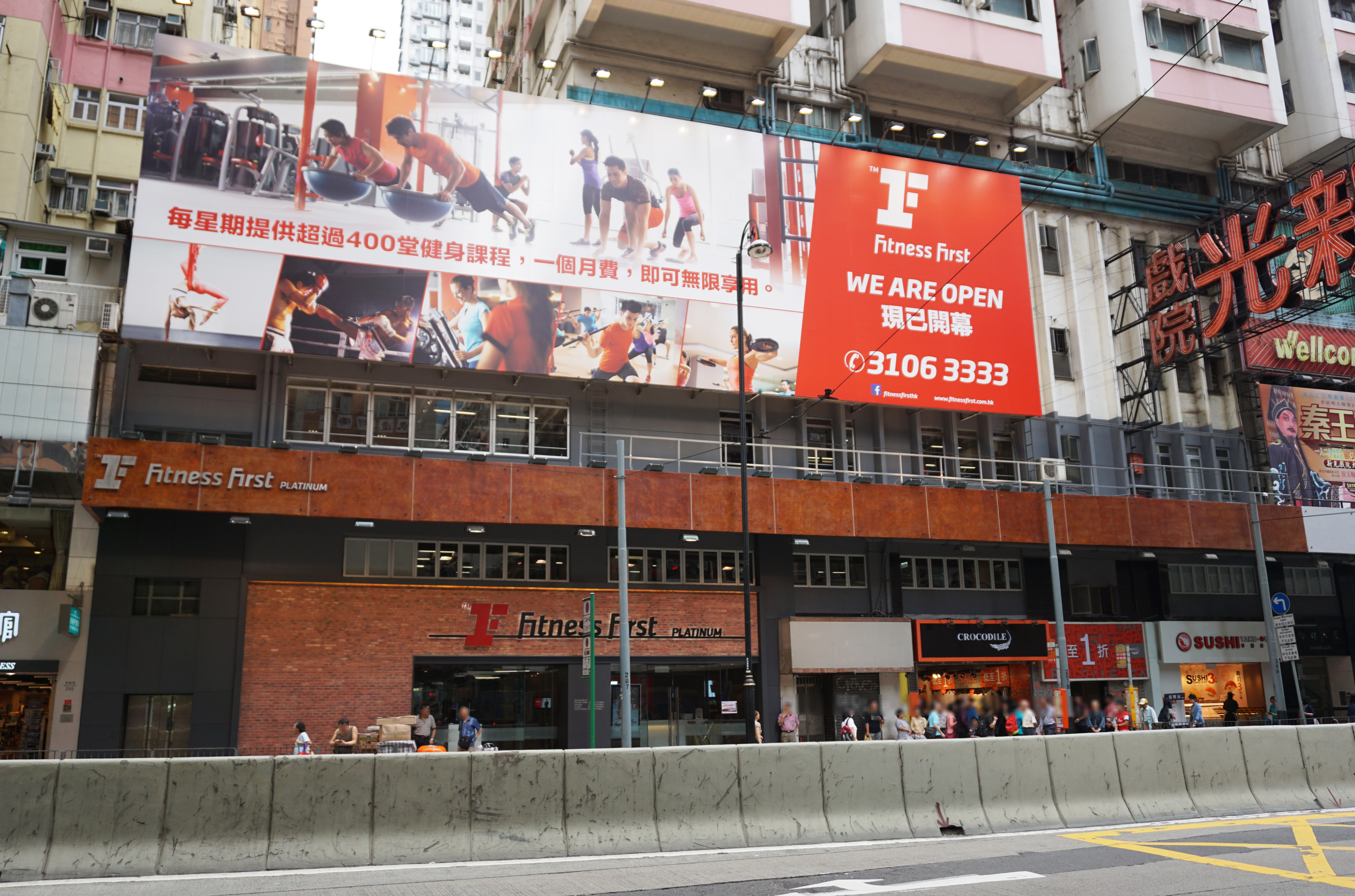
香港北角僑輝大廈分店

### 會員確診COVID-19事件
2020年3月21日，香港Fitness First公佈上環南豐大廈分店其中一位會員在3月20日確診感染新冠肺炎，該會員14日內只到訪過南豐分店，而最後到訪時間為3月18日下午6時55分於店內參與私人教練課程。為保障顧客及員工健康，南豐分店即時關閉兩星期。同時全體員工會自我隔離，由於已安排全線分店進行閉門預防性消毒，因此其他分店只會關閉兩日。為加強防疫措施，3月27日行政會議通過新規例，要求香港所有健身中心由3月28日下午6時起關閉14天，4月21日政府宣佈停業期進一步延長至5月7日，受影響包括Fitness First全港分店。

### 代言人
- 任達華—永久榮譽會員[27]

## 銷售手法爭議
- 在澳洲，於2009年被評為銷售手法最不友善的健身中心[28]。
- 有會員於2008年10月中到Fitness First健身中心尖沙咀店繳付一個月月費及行政費共998元，正式入會使用健身服務。翌日他到該中心做運動時，一名銷售員向他表示可提供新優惠，只要他支付2,988元預繳半年服務費，半年後可獲豁免三個月月費。他即時支付現金及獲發一張手寫收據，收據上印有該公司名稱及印章。12月初，會員發現信用卡賬戶被扣除健身服務月費，遂向該門市經理查詢，竟獲覆他持有的收據為舊版本，該公司已停用，並將有關員工解僱。健身中心回覆表示，已調查個案，並交警方處理。會員所持的收據乃涉案員工擅自偽造，也非舊收據式樣。該公司承諾會履行涉案員工給予胡先生的優惠以表歉意。[29]

## 軼事
- 曾於上海静安區南京西路恒隆廣場地庫，開設健身中心，2008年結業。
- 在香港尖沙咀港威大廈會所工作的3名健身教練，於2009-2010年期間，涉嫌訛稱會員未有事先通知而缺席訓練，各騙取數千港元的佣金（案件編號：KCCC3028/11）。次被告周文威（洋名：Rex Chow）承認控罪，被判160小時社會服務令，周曾經是香港健美界70公斤級比賽冠軍人馬。[30]另外兩名被告分別為譚峻峰和張禎洵。張曾於2009年代表丹帝士跆拳道總會參加龍灣拳擊會的友誼邀請賽。

## 器械
- 泰諾健 （Technogym）
- 力健的Hammer Strength系列
- Australian Barbell Co的啞鈴

## 外部連結
- Fitness First 官方網站 （页面存档备份，存于）